# 金美淑
金美淑（韓語：김미숙，1959年3月26日—），韓國女演員。2003年，慶雲大學經營學系3年級編入，2年後，2005年2月16日，從慶雲大學經營學系畢業，取得學士學位。

## 影視作品

### 電視劇
- 1986年：KBS《熱河》
- 1989年：KBS《一半失敗》
- 1993年：SBS《愛在其他人之下（朝鲜语：친애하는 기타 여러분）》
- 1998年：MBC 《愛情》
- 1999年：KBS《悲傷的誘惑（朝鲜语：슬픈 유혹）》
- 2001年：KBS《藍霧（朝鲜语：푸른 안개）》飾演 盧京珠
- 2001年：SBS《傳聞中的女人》
- 2001年：SBS《外出》飾演 金蘭熙
- 2003年：SBS《戀人》
- 2003年：SBS《命運的搏擊》
- 2004年：MBC《我要戀愛》飾演 金玉順
- 2004年：SBS《土地》飾演 尹老夫人
- 2004年：SBS《小島老師》
- 2005年：KBS《結婚》
- 2005年：SBS《女王的條件》飾演 吳映珠
- 2006年：KBS《變江與你相遇（朝鲜语：강이 되어 만나리）》
- 2006年：SBS《我也要去》飾演 幸淑
- 2007年：SBS《說客》飾演 蔡夫人
- 2007年：SBS《黃金新娘》飾演 鄭韓淑
- 2008年：MBC《愛你，不要哭泣》飾演 文信慈
- 2009年：SBS《燦爛的遺產》飾演 白聖希
- 2010年：KBS《風吹好日子》飾演 李薔希
- 2010年：SBS《鄰居冤家》飾演 蔡英實
- 2011年：SBS《我的愛在我身邊》飾演 鳳善雅
- 2011年：SBS《城市獵人》飾演 李慶熙（允誠母）
- 2011年：MBC《就像今天一樣》飾演 尹仁淑
- 2011年：JTBC《仁粹大妃》飾演 貞熹王后
- 2013年：MBC《龜巖許浚》飾演 柳義泰夫人 吳氏
- 2013年：SBS《案件編號113（朝鲜语：사건번호 113）》飾演 姜熙慶
- 2013年：SBS《黃金帝國》飾演 韓正希
- 2014年：SBS《心情好的日子》飾演 韓松靜
- 2015年：MBC《女王之花》飾演 馬熙羅
- 2015年：KBS《拜託了，媽媽》飾演 黃英善
- 2016年：MBC《獄中花》飾演 文定王后
- 2016年：KBS《住在我家的男人》飾演 申正任
- 2017年：MBC《擺飯桌的男人》飾演 洪英惠
- 2019年：KBS《愛情是Beautiful，人生是Wonderful》飾演 鮮于英愛
- 2021年：JTBC 《孔雀都市》飾演 徐韩淑
- 2022年：JTBC 《小女子》飾演 吳慧碩
- 2023年：SBS 《法钱》飾演 尹慧琳
- 2024年：Netflix《政壇旋風》飾演 崔允淑

### 電影
- 2005年：《我的馬拉松》
- 2007年：《七天（朝鲜语：세븐 데이즈 (2007년 영화)）》（又譯：犯罪與驚悚）飾演 韓淑熙

## 外部連結
- 金美淑的Instagram帳戶 
- 金美淑在NAVER上的资料
- 金美淑在互联网电影资料库（IMDb）上的資料（英文）
- 金美淑在韩国电影数据库（KMDb）上的資料（韓語）